# Ángel Cruz
Pour les articles homonymes, voir Cruz.
Ángel Cruz, né le 20 septembre 1958, à San Juan, à Porto Rico, est un ancien joueur portoricain de basket-ball. Il évolue durant sa carrière au poste de meneur.

## Palmarès
- Champion des Amériques 1980
- Finaliste du championnat des Amériques 1988